# Де Амичис, Эдмондо
Эдмондо Де Амичис (итал. Edmondo De Amicis; Онелья 21 октября 1846 — Бордигера 11 марта 1908) — итальянский писатель, поэт и журналист.

## Биография
Де Амичис получил образование в школе Кунео и лицее Турина, после чего в возрасте 16 лет поступил в военную школу в Модене. Во время Австро-прусско-итальянской войны принимал участие в битве при Кустоце, поражение в которой позднее стало одной из главных причин, по которой он оставил военную службу.
Во Флоренции он выпустил серию коротких рассказов «Военная жизнь» (итал. La vita militare, 1868), основанную на личном жизненном опыте. В 1870 году Де Амичис был принят на работу в редакцию римской газеты La Nazione, для которой он вскоре выпустил путевые очерки об Испании, Турции, Марокко, Франции и Англии.
17 октября 1886 года была опубликована детская повесть «Сердце» («Записки школьника», Cuore), созданная в форме дневника ученика одной из школ, которая быстро принесла Де Амичису мировую известность. В течение нескольких месяцев она была опубликована более чем в сорока итальянских изданиях и переведена на десятки языков мира (в том числе и на русский).
Книга очерков «На океане» (Sull’oceano), вышедшая в свет в 1889 году, была посвящена тяжёлым условиям жизни итальянских эмигрантов. В 1890 году была выпущена повесть «Роман учителя» (Il romanzo di un maestro), в которой Де Амичис уделял внимание проблемам образования. Также он писал статьи, посвящённые социальным проблемам жителей Турина.
В повести «Учительница рабочих» (La Maestrina degli operai, 1898, русский перевод под названием «Учительница», 1891; экранизирована в Советской России по сценарию В. В. Маяковского под названием «Барышня и хулиган» в 1918 году) и сборнике очерков «Гражданская война» (Lotte Civili, 1901, русский перевод под названием «Под знаменем социализма», 1906) отразились социалистические симпатии писателя, с 1890-х годов состоявшего в Итальянской социалистической партии. 
В 1908 году номинировался на Нобелевскую премию по литературе.
Эдмондо де Амичис умер в 1908 году в Бордигере в возрасте 61 года.